# テキサスろう学校
テキサスろう学校(Texas School for the Deaf、TSD)は、テキサス州オースティンにある州立の聴覚障害児向けの小中学校である。1857年に、「古い木造家屋、3つの丸太小屋、及び燻製場」で開校した、テキサスで最も古い継続的に運営されている公立学校である。
学校は、南北戦争中の不十分な資金とその余波に苦しみ、生徒たちは学校の農場で自分たちで育てた食べ物を食べていた。1951年、州教育委員会が学校の監督を引き継いだ。

## 歴史
テキサス州議会は、1856年、テキサスろう唖教育研究所を設置した、これには、新しい研究所を管理するテキサス州知事から任命された5人の理事会が運営にあたった 。　
当初、ろう学校の校長は理事会によって任命された。学校は翌年の1月に開校し 、現在のキャンパスに開校された。 1857年の夏までに11人の生徒が在籍し、1870年頃には13人になった。南北戦争中は中、学校が教員の給料を支払うことができなかったため、教師と生徒は自分たちを支えるためにウールの服を作り、自給自足のため農業も行っていた。
1868年頃、学校はテキサスろう障害者学校(Texas Deaf and Dumb Institution)と改名した。その頃、誰が校長を任命するかに関する法律が変更された。当時、テキサス州知事が直接監督を任命する権限を持っていた。 1871年に、名前はテキサスろう障害者学校(Texas Institution for the Deaf and Dumb)に変更された。 1876年にTSDに州の印刷所が設立された。学校の名前は1877年頃に再び、テキサスろう障害者保護施設(TexasDeaf and DumbAsylum)に変更された。
もともとTSDは、白人の生徒にのみ教育サービスを提供し、白人の教師しかいなかった。黒人の学生は、1887年に設立されたテキサス盲学校、聴覚障害者学校、孤児学校 に通っていた。その結果、2つの学校は異なる手話方言を開発することになってしまった。
学校の、ろう・視覚重複障害部門は、1900年に新設された。学校は1911年の間に現在の名前になった。
テキサス州管理委員会(Texas Board of Control、州立の学校、病院、療養所、孤児院、少年院、アラバマ・クーシャッタ・インディアン居留地、南軍ホーム、および州立墓地の管理と監督すべてにわたって運営、管理を統括)は、1919年にテキサスろう学校の管理運営を担当するようになった。1919年はこの委員会が誕生した年である。学校は、1923年にはアメリカ合衆国で二番目に大きいろう学校にまで成長した。1939年、ろう・盲の重複障害の子は、テキサス盲学校(Texas School for the Blind and Visually Impaired 、TSBVI)に移された。1940年代の半ばには450人の生徒が在籍していた。
テキサスろう学校は、1945年に現在の名前で、テキサス州立病院および特殊学校の理事会の権限下に置かれることになった。1951年、テキサス教育庁はTSDの管轄権を取得した。
1965年に黒人の学校と白人の学校が合併し、翌年には学生団体が統合された。学校は白人の教師とそれよりやや少ない黒人の教師を留めたが、留まった黒人の教師のうち、大多数は2年以内に学校を辞めた。複合障害のろうの生徒の部門と、テキサスろう学校と合体した幼児および小学校のプログラムは、TSDの東キャンパスとなった旧黒人学校に移転した。白人の学生が使用する手話は、校内では黒人の学生が使用する手話よりもやや優勢になった。
1979年、テキサス州議会は学校の責任を独立した取締役会に移した。理事会のメンバーには、ろう者、ろう者の両親、ろう者セクターの専門家が含まれている。理事会のメンバーの51％は聴覚障害者である必要がある。
学校は1981年に州の機関になり、独立した学区としての指定も受けた。

## キャンパス
サウスコングレス沿いにあるこの学校の67.5エーカー（27.3ヘクタール）のキャンパスは、オースティンに本社を置く会社であるバーンズ・アーキテクツによって設計され、458,000平方フィート（42,500 m 2）、6,500万ドル（1989年現在）の規模がある。キャンパスを構築するための費用は、1989年に支払い済みである。バーンズは、このキャンパスの設計で1999年に賞を受賞した。以前の建物は1955年に建設され、その年にいくつかの古い建物が取り壊された。
空港大通り沿いにあるかつての黒人ろう学校は、1965年にTSDイーストキャンパスになった。テキサス州は、1961年に150万ドルで、以前はモントポリス・ドライブイン・シアターが占めていた11の建物を敷地内に建設した。これらの建物の収容人数は1,208人である 。 2000-2001学年度の後、TSDはこの物件をオースティン市に売却し、2つのキャンパスが統合された。

## ギャラリー

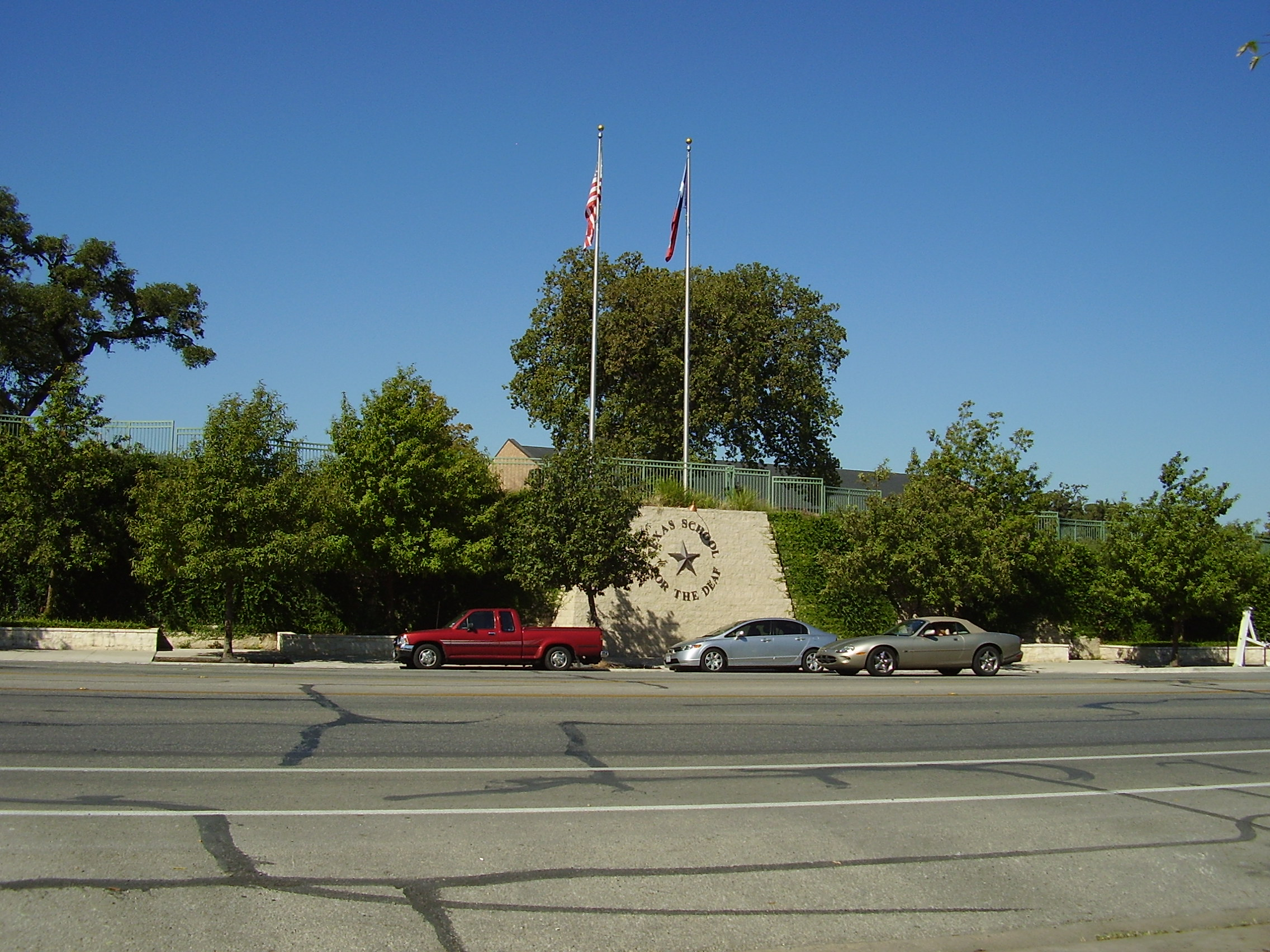
テキサスろう学校
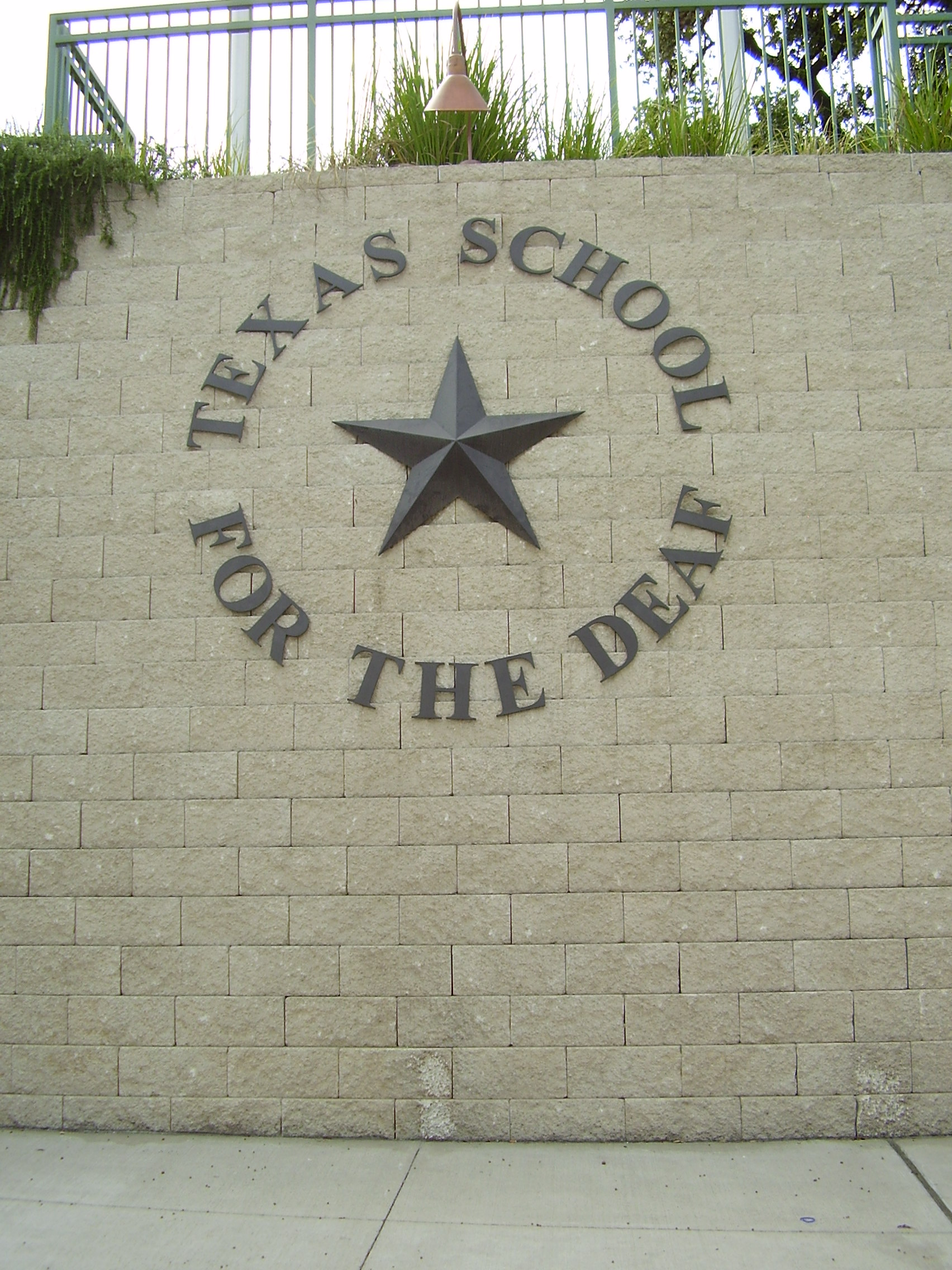
テキサスろう学校